# エノッホ・ツー・グッテンベルク

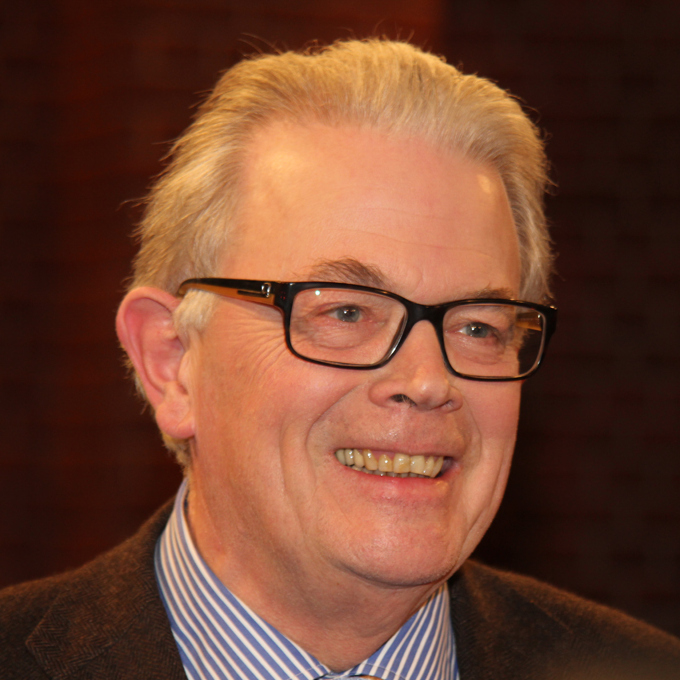
2012年3月23日

エノッホ・ツー・グッテンベルク（Enoch zu Guttenberg, 1946年7月29日 - 2018年6月15日）は、ドイツの指揮者。本名はゲオルク・エノッホ・ロベルト・プロスパー・フィリップ・フランツ・カール・テオドール・マリア・ハインリヒ・ヨハネス・ルイトポルト・ハルトマン・グンデロー・フライヘル・フォン・ウント・ツー・グッテンベルク (Georg Enoch Robert Prosper Philipp Franz Karl Theodor Maria Heinrich Johannes Luitpold Hartmann Gundeloh Freiherr von und zu Guttenberg) である。

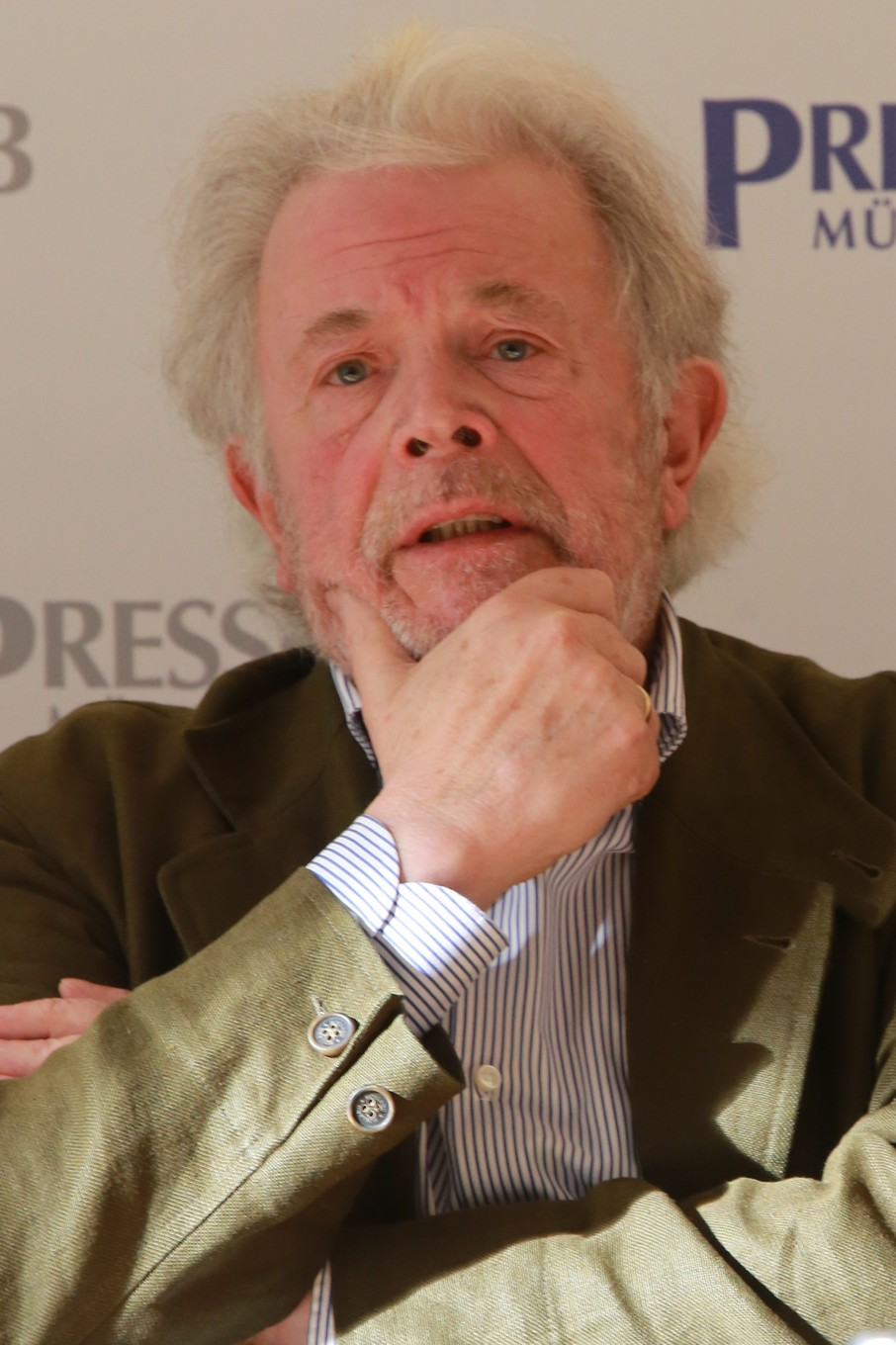
2016年11月9日

グッテンベルクの出身。ミュンヘンでカール・フォン・ファイリッチュの薫陶を受けたほか、ザルツブルクでベルンハルト・パウムガルトナーに指揮法を学んでいる。1967年にノイボイエルン合唱協会を設立。1981年から1987年にかけてフランクフルト・セシリア合唱団の指揮者も務めた。1997年にはクラング・フェアヴァルトゥング管弦楽団の設立に参加し、この管弦楽団の首席指揮者を務めた。
ミュンヘンにて没。
息子に政治家のカール＝テオドール・ツー・グッテンベルクがいる。